# 2015年澳大利亞大獎賽
2015年澳大利亞大獎賽（英語：2015 Australian Grand Prix），官方名稱為2015年一級方程式賽車勞力士澳大利亞大獎賽（英語：2015 Formula 1 Rolex Australian Grand Prix），是2015年3月15日舉辦於墨爾本的一場一級方程式賽車賽事。比賽在墨爾本大獎賽賽道進行，總計58圈。這是2015年世界一級方程式錦標賽的首場分站賽事，同時也是自併入世界錦標賽後的第79屆澳大利亞大獎賽（追溯至1928年的100英里路賽事），以及該賽事第20次舉辦於墨爾本大獎賽賽道。
梅賽德斯車手尼可·羅斯堡為這場比賽的衛冕冠軍。他的隊友路易斯·漢米爾頓第四度於這條賽道奪得桿位。漢米爾頓與羅斯堡最終分別以一、二名完賽，而首次為法拉利車隊出賽的賽巴斯蒂安·維泰爾則取得第三名。

## 賽事簡報

### 背景

#### 車手變更
麥拉倫車隊在比賽兩周前宣布，該隊車手費爾南多·阿隆索因在加泰隆尼亞賽道的第二次季前測試遭受腦震盪傷勢，將缺席這場大獎賽。醫師建議阿隆索先不要參加比賽，因為可能會造成更進一步的傷害。因而，他將由曾在2014年澳大利亞大獎賽拿下第二名的儲備車手凱文·馬格努森頂替出賽。

#### 馬諾瑪魯西亞車隊
馬諾瑪魯西亞車隊在經過季前一段時間的破產管理，並靠著近期的一筆投資存活下來後，帶著通過強制性碰撞測試，但未出席任何一場季前測試的賽車來到的墨爾本。瑪魯西亞也宣布了他們的車手為雷諾方程式3.5升系列賽車手威爾·史蒂文斯與羅伯托·梅里，而梅里則僅簽了一份單場賽事的合約。然而，該隊並未參與任何一階段的練習賽，其後也未做出排位時間，使得賽場上剩下18輛車。

#### 薩伯車隊受到法律挑戰
荷蘭車手吉多·范德加德在比賽一周前，向維多利亞省高等法院提出對薩伯車隊的法律行動，以強制執行他與車隊在2014年6月達成給予他2015年賽季正賽車手席位的協議。這項法律行動是基於范德加德透過瑞士的國際仲裁在2015年3月2日所獲得的一份判決，也是他在車隊於2014年11月宣布正賽車手為马库斯·埃里克松與費利佩·納斯爾後初步行動。2015年3月11日，范德加德在獲得強制薩伯讓他在墨爾本上場的法院命令後勝訴。同日，薩伯公開聲明表示，他們不會讓范德加德駕駛賽車來危及車隊或是其他車手的安全，並指出在代表埃里克森與納斯爾的律師對判決提出上訴前，C34底盤已經是專為兩位車手量身訂做。
上訴在隔日聆訊並遭到駁回。作為其論證的一點，薩伯認為范德加德的合約在國際汽聯合約認證委員會的同意下，已經於今年二月由該隊終止，且范德加德因與媒體討論相關事宜，已經違反了合約中的保密條款。埃里克森與納斯爾的委任律師更進一步指出范德加德沒有經過正當的法律途徑，因為他們的客戶直到范德加德向法院提出申請才被告知預期的法律行動。然而，法院維持原判，允許范德加德參與這場比賽，而審訊則被延後至隔日，以審理范德加德的法律團隊對薩伯車隊主席摩妮莎·卡爾藤伯恩提出之蔑視法庭訴訟一案。
在法院宣布判決後的兩個小時，國際汽聯發布了一份出賽名單，列名埃里克森與納斯爾為薩伯的車手。由於薩伯未服從法院判決，使其車隊資產存在著被查封的風險，因而車隊的兩位車手在第一階段練習賽皆沒有上場。不過，媒體猜測伯尼·埃克萊斯頓為了避免對這項運動有更進一步的負面宣傳做出干預，讓埃里克森與納斯爾參加週五下午的第二階段練習賽。2015年3月14日，范德加德期望在未來能找到更長久的解決方案，宣布他將放棄在墨爾本出賽，糾紛因而在週六暫時解決，薩伯車隊與其2015年新車手從而能夠完成週六的排位賽，並在週日正賽中在積分圈內完賽。

#### 輪胎
如同2014年，輪胎供應商倍耐力在這場比賽提供車隊白色中性胎作為首選胎，以及黃色軟胎作為備選胎。

#### 安全車
自2010年起擔任這項賽事安全車的梅賽德斯-賓士SLS AMG，於今年更替為梅賽德斯-AMG GT，作為品牌行銷的一部份。2015年新加入的虛擬安全車（VSC）系統並沒有在本站中啟用。

### 正賽
路易斯·漢米爾頓保住他職業生涯的第39座桿位，同時也是他在阿爾伯特公園的第4座，排位賽成績領先他的隊友尼可·羅斯堡半秒。馬諾瑪魯西亞車隊無法派車輛上場，使得賽場上剩下18輛車。賽前，維爾特利·鮑達斯因為在排位賽時持續的背傷而缺陣。此外，丹尼爾·科維亞特的紅牛出現傳動問題被迫錯失起跑，而凱文·馬格努森的麥拉倫在暖胎圈遭遇引擎故障。這讓賽場上僅剩15輛車，是自1963年以來的單季最少發車車輛。
比賽開始，漢米爾頓保住領先，後方奇米·雷克南、費利佩·納斯爾和帕斯托·馬爾多納多三輛車在1號彎廝殺，導致馬爾多納多在2號彎撞車出局，而大會也部署了安全車。第二圈，羅曼·格羅斯讓的車輛故障，從而兩輛蓮花皆已出局。比賽在第4圈恢復正常，小卡洛斯·塞恩斯在被納斯爾和丹尼爾·里卡多超越後，從發車時的第5位跌落至第7位。納斯爾也因在安全車部署期間遭車隊下令讓出一位後，失去了他原先的名次。
漢米爾頓保持領先地位至25圈進站換胎。他在羅斯堡不得不進站換胎後奪回領先。經過了一系列的進站，賽巴斯蒂安·維泰爾透過超越費利佩·馬薩推進一位，暫居第三。在第34圈時，馬克斯·維斯塔潘在他的車輛冒煙後，於積分圈內退賽。第42圈時，雷克南因為先前的進站失誤導致他的左後輪縮脫，因而賽車停在4號彎處退賽。這讓詹森·巴頓短暫擠進積分圈內，但塞吉歐·培瑞茲很快地將他超越。
比賽末段名次變動相對減少，漢米爾頓最終贏得他的第34座分站冠軍。在他之後的是羅斯堡、維泰爾、馬薩和納斯爾。剩下在積分圈內完賽的車手有里卡多、胡肯伯格、埃里克松、塞恩斯和培瑞茲。總而言之，僅有11輛車完賽，巴頓是唯一一位完賽後沒能獲得積分的車手。
埃里克森、納斯爾和塞恩斯皆在他們的一級方程式賽車生涯首度獲得積分，而納斯爾和塞恩斯兩位則是初登場便獲積分。此外，納斯爾成為了最高名次的首次出賽大獎賽完賽的巴西車手。

### 賽後
馬諾瑪魯西亞車隊因為沒有通知比賽幹事他們無力派車輛上場，遭到國際汽聯傳喚，要求解釋他們為何沒有參加排位賽。然而，車隊在聽證會上提供了充分的證據，即便他們違反了宵禁，國際汽聯仍接受他們將無法派出車輛上場。儘管如此，國際汽聯隨後決定要馬諾付足往返澳洲的運費，一般來講，這項費用通常是包含在一級方程式賽車的經營當中。

## 賽事結果

### 排位賽成績
| 名次               | 車號 | 車手              | 車隊              | 第一階段 | 第二階段 | 第三階段 | 發車位 |
| ------------------ | ---- | ----------------- | ----------------- | -------- | -------- | -------- | ------ |
| 1                  | 44   | 路易斯·漢米爾頓   | 梅賽德斯          | 1:28.586 | 1:26.894 | 1:26.327 | 1      |
| 2                  | 6    | 尼可·羅斯堡       | 梅賽德斯          | 1:28.906 | 1:27.097 | 1:26.921 | 2      |
| 3                  | 19   | 費利佩·馬薩       | 威廉斯-梅賽德斯   | 1:29.246 | 1:27.895 | 1:27.718 | 3      |
| 4                  | 5    | 賽巴斯蒂安·維泰爾 | 法拉利            | 1:29.307 | 1:27.742 | 1:27.757 | 4      |
| 5                  | 7    | 奇米·雷克南       | 法拉利            | 1:29.754 | 1:27.807 | 1:27.790 | 5      |
| 6                  | 77   | 維爾特利·鮑達斯   | 威廉斯-梅賽德斯   | 1:29.641 | 1:27.796 | 1:28.087 | 6      |
| 7                  | 3    | 丹尼爾·里卡多     | 紅牛-雷諾         | 1:29.788 | 1:28.679 | 1:28.329 | 7      |
| 8                  | 55   | 小卡洛斯·塞恩斯   | 紅牛二隊-雷諾     | 1:29.597 | 1:28.601 | 1:28.510 | 8      |
| 9                  | 8    | 羅曼·格羅斯讓     | 蓮花-梅賽德斯     | 1:29.537 | 1:28.589 | 1:28.560 | 9      |
| 10                 | 13   | 帕斯托·馬爾多納多 | 蓮花-梅賽德斯     | 1:29.847 | 1:28.726 | 1:29.480 | 10     |
| 11                 | 12   | 費利佩·納斯爾     | 薩伯-法拉利       | 1:30.430 | 1:28.800 |          | 11     |
| 12                 | 33   | 馬克斯·維斯塔潘   | 紅牛二隊-雷諾     | 1:29.248 | 1:28.868 |          | 12     |
| 13                 | 26   | 丹尼爾·科維亞特   | 紅牛-雷諾         | 1:30.402 | 1:29.070 |          | 13     |
| 14                 | 27   | 尼克·胡肯伯格     | 印度威力-梅賽德斯 | 1:29.651 | 1:29.208 |          | 14     |
| 15                 | 11   | 塞吉歐·培瑞茲     | 印度威力-梅賽德斯 | 1:29.990 | 1:29.209 |          | 15     |
| 16                 | 9    | 马库斯·埃里克松   | 薩伯-法拉利       | 1:31.376 |          |          | 16     |
| 17                 | 22   | 簡森·巴頓         | 麥拉倫-本田       | 1:31.422 |          |          | 17     |
| 18                 | 20   | 凱文·馬格努森     | 麥拉倫-本田       | 1:32.037 |          |          | 18     |
| 107%時間：1:34.787 |      |                   |                   |          |          |          |        |
| WD                 | 28   | 威爾·史蒂文斯     | 瑪魯西亞-法拉利   | 未作時間 |          |          | WD     |
| WD                 | 98   | 羅伯托·梅里       | 瑪魯西亞-法拉利   | 未作時間 |          |          | WD     |
| 來源：             |      |                   |                   |          |          |          |        |

### 正賽成績
| 名次   | 車號 | 車手              | 車隊              | 圈數 | 時間/退賽   | 發車位 | 積分 |
| ------ | ---- | ----------------- | ----------------- | ---- | ----------- | ------ | ---- |
| 1      | 44   | 路易斯·漢米爾頓   | 梅賽德斯          | 58   | 1:31:54.067 | 1      | 25   |
| 2      | 6    | 尼可·羅斯堡       | 梅賽德斯          | 58   | +1.360      | 2      | 18   |
| 3      | 5    | 賽巴斯蒂安·維泰爾 | 法拉利            | 58   | +34.523     | 4      | 15   |
| 4      | 19   | 費利佩·馬薩       | 威廉斯-梅賽德斯   | 58   | +38.196     | 3      | 12   |
| 5      | 12   | 費利佩·納斯爾     | 薩伯-法拉利       | 58   | +1:35.149   | 10     | 10   |
| 6      | 3    | 丹尼爾·里卡多     | 紅牛-雷諾         | 57   | +1圈        | 6      | 8    |
| 7      | 27   | 尼克·胡肯伯格     | 印度威力-梅賽德斯 | 57   | +1圈        | 13     | 6    |
| 8      | 9    | 马库斯·埃里克松   | 薩伯-法拉利       | 57   | +1圈        | 15     | 4    |
| 9      | 55   | 小卡洛斯·塞恩斯   | 紅牛二隊-雷諾     | 57   | +1圈        | 7      | 2    |
| 10     | 11   | 塞吉歐·培瑞茲     | 印度威力-梅賽德斯 | 57   | +1圈        | 14     | 1    |
| 11     | 22   | 簡森·巴頓         | 麥拉倫-本田       | 56   | +2圈        | 16     |      |
| Ret    | 7    | 奇米·雷克南       | 法拉利            | 40   | 輪胎        | 5      |      |
| Ret    | 33   | 馬克斯·維斯塔潘   | 紅牛二隊-雷諾     | 32   | 引擎        | 11     |      |
| Ret    | 8    | 羅曼·格羅斯讓     | 蓮花-梅賽德斯     | 0    | 失去動力    | 8      |      |
| Ret    | 13   | 帕斯托·馬爾多納多 | 蓮花-梅賽德斯     | 0    | 碰撞        | 9      |      |
| DNS    | 26   | 丹尼爾·科維亞特   | 紅牛-雷諾         | 0    | 變速箱      | —1     |      |
| DNS    | 20   | 凱文·馬格努森     | 麥拉倫-本田       | 0    | 引擎        | —1     |      |
| DNS    | 77   | 維爾特利·鮑達斯   | 威廉斯-梅賽德斯   | 0    | 受傷        | —2     |      |
| 來源： |      |                   |                   |      |             |        |      |

註記：
- ^1 －科維亞特與馬格努森的車輛皆未能從維修道移往發車位。[33]
- ^2 －維爾特利·鮑達斯因背部傷勢住院一晚，並且未能經過國際汽聯的核准，因而無法在這場比賽中起步，[34]在他身後的所有車輛皆上升一個位置，來填補排位上的空缺。

### 賽後排名
| 名次 | 車手              | 積分 |
| ---- | ----------------- | ---- |
| 1    | 路易斯·漢米爾頓   | 25   |
| 2    | 尼可·羅斯堡       | 18   |
| 3    | 賽巴斯蒂安·維泰爾 | 15   |
| 4    | 費利佩·馬薩       | 12   |
| 5    | 費利佩·納斯爾     | 10   |

| 名次 | 車隊            | 積分 |
| ---- | --------------- | ---- |
| 1    | 梅賽德斯        | 43   |
| 2    | 法拉利          | 15   |
| 3    | 薩伯-法拉利     | 14   |
| 4    | 威廉斯-梅賽德斯 | 12   |
| 5    | 紅牛-雷諾       | 8    |

- 註記：僅列出前五名。

## 外部連結
- 官方网站

| 上一場： 2014年阿布達比大獎賽 | 2015年世界一级方程式锦标赛 | 下一場： 2015年馬來西亞大獎賽 |
| 上一屆： 2014年澳大利亞大獎賽 | 澳大利亞大獎賽             | 下一屆： 2016年澳大利亞大獎賽 |